# Герасимова, Татьяна Кирилловна
Татья́на Кири́лловна Гера́симова (род. 1963, Ленинград) — генерал-лейтенант юстиции (2011).
Окончила юридический факультет Ленинградского государственного университета (ЛГУ) им. Жданова (1987), одновременно с Д. А. Медведевым — его однокурсница.
Трудовую деятельность начала с должности следователя в одном из районных отделов милиции Ленинграда.
Работала в Главном следственном управлении ГУВД Санкт-Петербурга и Ленинградской области.
21 сентября 2009 года указом президента назначена на должность первого заместителя начальника Следственного комитета при МВД России. (Этим же указом Герасимовой было присвоено специальное звание генерал-майора юстиции.)
С 12 июня 2011 года указом президента № 801 назначена на должность первого заместителя начальника Следственного департамента Министерства внутренних дел Российской Федерации — организации-преемника Следственного комитета при МВД России.
Указывают на её связь с «делом Магнитского»: сенаторы США Роджер Уикер и Бенджамин Кардин утверждают о её причастности к сокрытию обстоятельств произошедшего.